# Alexandr Vilenkin

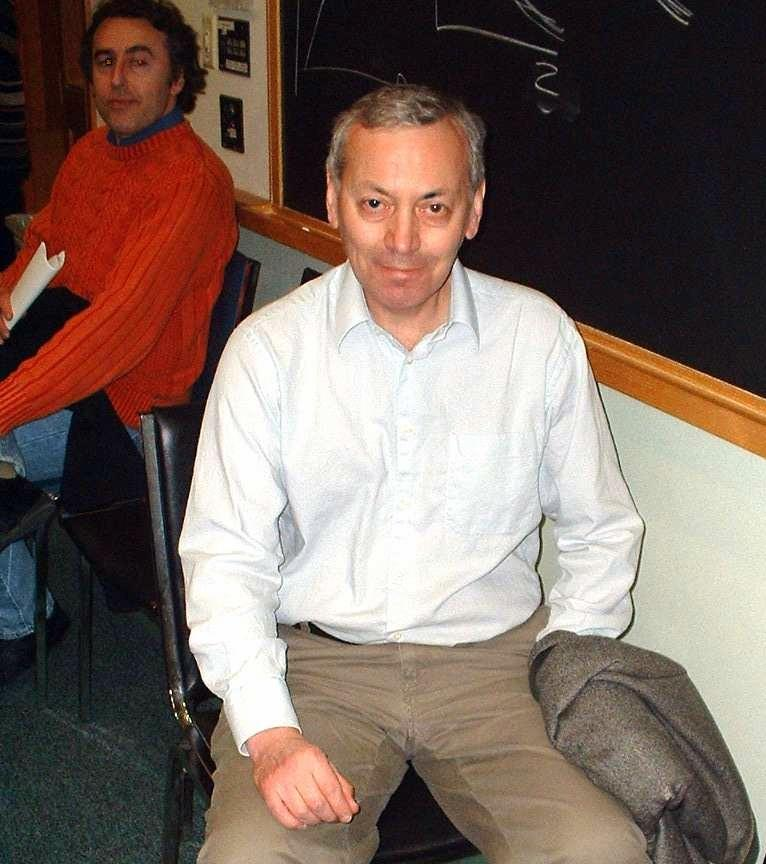
Alexandr Vilenkin

Alexandr Vilenkin (rusă: Александр Виленкин; n. 13 mai 1949, Harkov, Ucraina, Uniunea Sovietică) este un profesor de fizică și director al Institutului de Cosmologie al Universității Tufts (Massachusetts). Fiind un fizician care a lucrat în domeniul cosmologiei de 25 de ani, Vilenkin a scris peste 150 de lucrări și este cel care a introdus unele idei ca inflație eternă și creație cuantică a universului dintr-un vid cuantic. Activitatea sa în domeniul corzilor cosmice este crucială.